# نیکل (III) اکسید
نیکل (III) اکسید (به انگلیسی: Nickel(III) oxide) با فرمول شیمیایی Ni۲O۳ یک ترکیب شیمیایی است. که جرم مولی آن ۱۶۵٫۳۹ g/mol می‌باشد. شکل ظاهری این ترکیب، بلورهای سبز است.